# Cavigny
Cavigny település Franciaországban, Manche megyében. Lakosainak száma 268 fő (2022. január 1.). Cavigny Saint-Fromond, Airel, Le Dézert, La Meauffe és Pont-Hébert községekkel határos.

## Népesség
A település népességének változása:
| Lakosok száma | 361  | 306  | 269  | 202  | 223  | 246  | 263  | 268  | 268  | 268  |
|               | 1968 | 1982 | 1990 | 2006 | 2013 | 2015 | 2017 | 2019 | 2020 | 2022 |